# Johannes Stöhr
Johannes Stöhr (* 19. Februar 1931 in Berlin) ist ein deutscher römisch-katholischer Priester des Bistums Berlin. Er war Hochschullehrer für katholische Dogmatik und ist der erste deutsche Diözesanpriester, der sich der Priestergemeinschaft des Opus Dei anschloss, der er seit der ersten Hälfte der 1970er Jahre angehört. Als Dogmatiker trat er mit Veröffentlichungen zur Mariologie hervor.

## Leben

### Werdegang
Johannes Stöhr wurde in Berlin als eines von sechs Geschwistern geboren. Er legte das Abitur am Berliner Canisius-Kolleg ab. Nach dem Studium der Philosophie und Theologie an der Universität Freiburg im Breisgau wurde er 1956 mit einer Arbeit zur Theologie des seligen Raimundus Lullus promoviert. Nach seiner Priesterweihe am 29. Juni 1958 in Berlin wurde er im August desselben Jahres zunächst Kaplan in der Pfarrei Mater Dolorosa in Berlin-Lankwitz und ein Jahr später in der Rosenkranz-Basilika in Berlin-Steglitz.

### Professur
Stöhr arbeitete als beamteter Dozent an der Universität Freiburg i. Br. und habilitierte sich dort 1963 über Die theologische Wissenschaftslehre des Juan de Perlin SJ. 1966 wurde er außerordentlicher Professor für Dogmatische Theologie an der Philosophisch-Theologischen Hochschule in Bamberg. Als diese 1973 in der Universität Bamberg aufging, wurde Stöhr ordentlicher Professor bzw. Lehrstuhlinhaber für das Fach an dieser Universität. Während seines über drei Jahrzehnte währenden akademischen Wirkens in Bamberg half er als Priester in der Seelsorge verschiedener Bamberger Pfarrgemeinden aus und war an der Ausbildung der Priesterseminaristen des Bistums Bamberg beteiligt, die ihr Theologiestudium an der Universität absolvierten.

### Netzwerk
1970 wurde er zum Magister der Raimundus-Lullus-Akademie des Spanischen Forschungsrates ernannt. Auch mit dem Opus Dei kam er Anfang der 1970er Jahre in Bayern in nähere Berührung und wurde von Klaus Becker angeworben, dem ersten deutschen Opus-Dei-Numerarier und späteren Diözesanrichter im Erzbistum Köln, den er bei der Würzburger Synode kennen gelernt hatte. Dieser brachte Stöhr in Kontakt mit der von der Organisation geführten Universität Navarra. Stöhr erbat die Mitgliedschaft in der zum Opus Dei gehörenden Priestergesellschaft vom Heiligen Kreuz und wurde in den 1980er Jahren Gastprofessor der ebenfalls Opus-Dei-geführten Päpstlichen Universität vom Heiligen Kreuz in Rom sowie seit 1988 der Universität Navarra in Pamplona, außerdem an der Gustav-Siewerth-Akademie in Weilheim-Bierbronnen sowie im Priesterseminar St. Petrus in Wigratzbad. Weiter hielt er etwa einmal monatlich Vorlesungen im Priesterseminar der 1987 errichteten Diözese San Bernardo bei Santiago de Chile, die sich ebenfalls in Händen des Opus Dei befindet.

### Nach der Emeritierung
In Bamberg wurde er 1999 emeritiert und lebt seither in Köln, wo er bis zum 31. März 2024 als Subsidiar an der vom Klerus des Opus Dei geführten Kölner Innenstadtpfarrei St. Pantaleon wirkte. Nach seiner Emeritierung hatte Stöhr eine Professur für Dogmatik und Mittelalterliche Geistesgeschichte an der Gustav-Siewerth-Akademie inne und leitete die dortige Abteilung für Katholische Theologie. Im Frühjahr 2010 übernahm er als Nachfolger des nach Enthüllung seiner Homosexualität zurückgetretenen Theologen David Berger die Position als verantwortlicher Redakteur der Monatszeitschrift Theologisches. Wie der Gründungsherausgeber Wilhelm Schamoni, dessen Nachfolger Johannes Bökmann, der Kirchenmusiker Johannes Overath, Gustav Ermecke, Georg Siegmund und zahlreiche weitere Mitarbeiter der Zeitschrift war Stöhr Mitglied der Päpstlichen Akademie für Theologie in Rom.

## Veröffentlichungen
Johannes Stöhr war Mitherausgeber (mit German Rovira) des vom Internationalen Mariologischen Arbeitskreis in Kevelaer (IMAK), einer 1977 errichteten Einrichtung des Opus Dei, herausgegebenen Mariologischen Jahrbuchs. Er verfasste zahlreiche wissenschaftliche Veröffentlichungen in deutscher und spanischer Sprache, u. a. Artikel in dem von Remigius Bäumer und Leo Scheffczyk herausgegebenen Marienlexikon, im Lexikon für Theologie und Kirche, und in weiteren theologischen und philosophischen Nachschlagewerken und Fachzeitschriften.
Sein 1980 erschienenes Buch Wann werden Sakramente gültig gespendet? Eine Untersuchung zur Frage der erforderlichen Intention des Sakramentenspenders, in dem er unter breitem Rückgriff auf Traditionszeugnisse die Kontroverse um die Sakramentenspendung durch abtrünnige oder ungläubige Priester analysiert, wollte auch der Orientierung einfacher Katholiken in der Gegenwartsituation nach den Reformen des Zweiten Vatikanischen Konzils dienen, in der schismatische Bildungen oder willkürliche Glaubensinterpretationen der Spender bei manchen, besonders traditionsorientierten Gläubigen die Frage nach der Gültigkeit der Sakramente aufwarfen. Trotz hoher Erwartungen und gehaltvoller Analyse gelang es ihm aber nicht, die Frage über das bisherige, von Johann Heinrich Oswald (1817–1903) und Franz Morgott (1829–1900) markierte Ergebnis hinaus praxistauglich zu vertiefen.
Nach seiner Emeritierung nimmt Stöhr weiterhin auch pointiert zu aktuellen theologischen oder universitären Fragen Stellung, unter anderem in der von ihm geleiteten Zeitschrift Theologisches. Als Kritiker der Ökumene sprach er sich schon weit im Vorfeld gegen eine gemeinsame Feier der großen deutschen Kirchen zum Reformationsjubiläum 2017 aus und beurteilte die Aufnahme von Liedern Martin Luthers oder Huub Oosterhuis’ in das 2013 erschienene Gotteslob als „skandalös“.

## Strafverfahren
Im Frühjahr 2021 geriet Stöhr in den Fokus einer Affäre um einen als homophob eingeschätzten Beitrag des polnischen Priesters Dariusz Oko in Theologisches, für dessen Veröffentlichung der Neunzigjährige als Chefredakteur im Sinne des nordrhein-westfälischen Presserechts verantwortlich ist. Oko hatte homosexuelle Priester unter anderem als „Parasiten“, „Plage“ und „Krebsgeschwür“ bezeichnet. Im Juli 2021 erhielt Stöhr einen Strafbefehl des Amtsgerichts Köln wegen Volksverhetzung, der in seinem Fall auf 70 Tagessätze (9100 Euro) lautete, also im Falle der Rechtskraft unter der Auskunftsschwelle gelegen hätte, während der Pole als Verfasser des Beitrags zu 120 Tagessätzen (4800 Euro) verurteilt wurde. Nach Angaben des Gerichts legten beide Priester umgehend Einspruch ein, sodass die Entscheidung nicht rechtskräftig wurde. Da Oko in Polen eine bekannte Persönlichkeit ist, löste die deutsche Gerichtsentscheidung dort in nationalkonservativen und -katholischen Kreisen Empörung aus. Scharfe Kritik und Unverständnis über die Strafverfolgung in Deutschland kam unter anderem vom stellvertretenden polnischen Justizminister Marcin Romanowski (SP), der auch Mitglied des Opus Dei ist. Der Priester Wolfgang F. Rothe, der Oko und Stöhr wegen des veröffentlichten Beitrags angezeigt hatte, äußerte sich hingegen erfreut und sprach von einer funktionierenden Justiz in Deutschland. Entgegen der biblischen Lehre habe sich in bestimmten christlichen Kreisen eine „subkutane Homophobie“ eingenistet, die nicht widerspruchslos hingenommen werden dürfe. Am 20. Mai 2022 stellte das Amtsgericht Köln das Verfahren gegen Stöhr und Oko wegen des Vorwurfs der Volksverhetzung ein. Weil seine Verdienste wesentlich höher sind als die von Oko, musste Johannes Stöhr eine Geldauflage in Höhe von 4000 Euro (entspräche im Fall einer Verurteilung 40 Tagessätzen) entrichten, während Dariusz Oko 3150 Euro zahlte (entspräche 90 Tagessätzen); beide gelten nicht als vorbestraft. Beide Priester zeigten nach Auffassung der Richterin „eine gewisse Einsicht“; Oko musste sich für seine Aussagen entschuldigen.

## Mitgliedschaften
- Deutsche Arbeitsgemeinschaft für Mariologie (DAM)
- Päpstliche Akademie des hl. Thomas von Aquin (seit 1982)
- Sociedad internacional de Josefología
- Päpstliche Akademie für Theologie
- Internationale Marianische Päpstliche Akademie (seit 1985)

## Veröffentlichungen (Auswahl)
- Die Theologie des seligen Raimundus Lullus nach seinen Spätschriften, Freiburg im Breisgau 1956 (Dissertation)
- Die theologische Wissenschaftslehre des Juan de Perlin SJ (1569–1638), Münster/Westfalen 1967, Verlag Aschendorff (Habilitation)
- Wann werden Sakramente gültig gespendet? Eine Untersuchung zur Frage der erforderlichen Intention des Sakramentenspenders. Pattloch, Aschaffenburg 1980, ISBN 3-557-91173-X.
- Geduldig sein – Warum und wie?, Patrimonium-Verlag, Aachen 2014, ISBN 978-3-86417-025-6.
- Unsichtbare Mächte und Gewalten – Die Engel Gottes, Patrimonium-Verlag, Aachen 2018, ISBN 978-3-86417-113-0.

## Einzelbelege
1. 1 2 3  Eigendarstellung: Un sacerdote alemán. In: Lucas Francisco Mateo-Seco, Rafael Rodríguez-Ocaña: Sacerdotes en el Opus Dei. Secularidad, vocación y ministerio. Ediciones Universidad de Navarra, Pamplona 1994, ISBN 84-313-1283-1, S. 196–200 (spanisch).
2. ↑  Annelen Hölzner-Bautsch: 100 Jahre Kirche Mater Dolorosa. Geschichte der katholischen Gemeinde in Berlin-Lankwitz. 1912 bis 2012. Katholische Pfarrgemeinde Mater Dolorosa, Selbstverlag, Berlin (2012), S. 127 (online, abgerufen am 30. August 2019).
3. ↑  Opus Dei (Hrsg.): Der selige Josemaria Escrivá. In: Informationsblatt Nr. 21 (Mai 2002), Köln 2002, S. 10–13 (online).
4. ↑  Günter Assenmacher: Msgr. Dr. Becker zum Ehrenprälaten ernannt. Erzbischöfliches Offizialat, 27. August 2010, abgerufen am 1. September 2019.
5. ↑  theologica, Dogmatische Theologie. Website von Johannes Stöhr, abgerufen am 27. März 2016.
6. ↑  Amtsblatt des Erzbistums Köln, Stück 4, 160. Jg., 1. April 2020, S. 68; Amtsblatt des Erzbistums Köln, Stück 5, 163. Jg., 1. Mai 2023, S. 98.
7. ↑  Manfred Hauke: Pressemitteilung der Fördergemeinschaft Theologisches zum Rücktritt von David Berger als Herausgeber der Zeitschrift Theologisches. In: Theologisches 40 (2010), Heft 05-06, Sp. 133 f.; s. a. Sp. 138 im selben Heft (erstes Impressum, das Stöhr anstelle Bergers aufführt).
8. ↑  Leo Scheffczyk: Erfahrung der Theologie in der Zeit. In: theologisches.net, abgerufen am 2. August 2021 (Abdruck eines Vortrags vom 14. Dezember 2000).
9. ↑  Peter Hertel: Schleichende Übernahme. Das Opus Dei unter Papst Benedikt XVI. Publik-Forum Verlag, Oberursel 2007, ISBN 978-3-88095-161-7, S. 120.
10. ↑  Autorenverzeichnis. In: Walter Kasper (Hrsg.): Lexikon für Theologie und Kirche. 3. Auflage. Band 11. Herder, Freiburg im Breisgau 2001, S. 677*; von Johannes Stöhr stammen die Artikel Pérez de Ayala, Martín (1504–1560, Bd. 8, Sp. 28f.) und Sain(c)tes, Claude de (1525–1591, Bd. 8, Sp. 1433f.).
11. ↑  Leo Scheffczyk: Stöhr, Johannes: Wann werden Sakramente gültig gespendet? : zur Frage der erforderlichen Intention des Sakramentenspenders. – Aschaffenburg: Pattloch, 1980. Rezension in: MThZ Bd. 32 (1981), Nr. 2, S. 158.
12. ↑  Johannes Stöhr: Lutherlob und Lutherlügen – ein Jubiläum? In: Theologisches 41 (2011), Heft 09-10, Sp. 493–506.
13. ↑  Johannes Stöhr: Dreamliner – Startschwierigkeiten? Notizen zum Vorabdruck des neuen Gebet- und Gesangbuches. Artikel auf der Website von Johannes Stöhr, 14. Juli 2013, abgerufen am 27. März 2016 (pdf; 530 kB).
14. ↑  Anette Zoch: Strafbefehl gegen polnischen Priester. In: Süddeutsche Zeitung. 28. Juli 2021, abgerufen am 31. Juli 2021.
15. ↑  Dariusz Oko: Über die Notwendigkeit, homosexuelle Cliquen in der Kirche zu begrenzen (Erster Teil). In: Theologisches 51 (2021), Heft 01-02, Sp. 47–76 (vgl. Sp. 60, 62, 65f., 69).
16. 1 2  Geldstrafen wegen Volksverhetzung gegen zwei Priester. In: Neues Ruhrwort. kna, 27. Juli 2021, abgerufen am 31. Juli 2021.
17. ↑  Martin Luft: Strafbefehl – vorbestraft? Mandanteninformation der Kanzlei Luft, Berlin, abgerufen am 30. Juli 2021.
18. ↑  Theologisches"-Herausgeber greift Priester Rothe an – der wehrt sich. In: Katholisch.de, 20. September 2021, abgerufen am 21. September 2021.
19. ↑  Raphael Rauch: «Hetzerisches Pamphlet abgedruckt»: Priester kritisiert Professor Hauke aus Lugano. In: kath.ch. 29. Juli 2021, abgerufen am 11. August 2021.
20. ↑  Deutscher Strafbefehl wegen homophober Äußerungen erzürnt Polen. In: BR24. 28. Juli 2021, abgerufen am 31. Juli 2021.
21. ↑  Volksverhetzungsverfahren gegen Priester wird eingestellt. In: Kölner Stadt-Anzeiger. 20. Mai 2022, abgerufen am 11. Januar 2025.
22. ↑  Annette Zoch: Strafbefehl gegen polnischen Priester. In: sueddeutsche.de. 28. Juli 2021, abgerufen am 21. Mai 2022.
23. ↑  Verhandlung gegen Priester wegen Volksverhetzung eingestellt. Geistliche Oko und Stöhr müssen jeweils Geldauflagen entrichten. In: katholisch.de. 20. Mai 2022, abgerufen am 21. Mai 2022.
24. ↑  Annette Zoch: Strafbefehl gegen polnischen Priester. In: sueddeutsche.de. 28. Juli 2021, abgerufen am 21. Mai 2022.

| Personendaten    | Personendaten                                                            |
| ---------------- | ------------------------------------------------------------------------ |
| NAME             | Stöhr, Johannes                                                          |
| KURZBESCHREIBUNG | deutscher Theologe, römisch-katholischer Geistlicher und Hochschullehrer |
| GEBURTSDATUM     | 19. Februar 1931                                                         |
| GEBURTSORT       | Berlin                                                                   |